# Älkan
Älkan är en sjö i Karlshamns kommun i Blekinge och ingår i Bräkneån-Mieåns kustområde. Sjön har en area på 0,0562 kvadratkilometer och ligger 67,1 meter över havet. Sjön avvattnas av vattendraget Klockarebäcken (Tattån).

## Delavrinningsområde
Älkan ingår i det delavrinningsområde (624638-145023) som SMHI kallar för Ovan 624199-144938. Medelhöjden är 91 meter över havet och ytan är 18,36 kvadratkilometer. Räknas de 5 avrinningsområdena uppströms in blir den ackumulerade arean 37,9 kvadratkilometer. Klockarebäcken (Tattån) som avvattnar avrinningsområdet har biflödesordning 2, vilket innebär att vattnet flödar genom totalt 2 vattendrag innan det når havet efter 18 kilometer. Avrinningsområdet består mestadels av skog (89 %). Avrinningsområdet har 1,04 kvadratkilometer vattenytor vilket ger det en sjöprocent på 5,7 %.